# Rancora
Rancora từng là một chi bướm đêm thuộc họ Noctuidae, hiện tại được coi là đồng nghĩa của Cucullia.

## Former species
- Rancora albicinerea J.B. Smith, 1903
- Rancora albida J.B. Smith, 1894
- Rancora brucei J.B. Smith, 1903
- Rancora comstocki McDunnough, 1937
- Rancora ketchikana Barnes & Benjamin, 1924
- Rancora serraticornis Lintner, 1874
- Rancora solidaginis Strecker, 1874
- Rancora strigata J.B. Smith, 1892